# Shilling
«  Chelin (monnaie) » redirige ici. Pour la localité suisse, voir Chelin.
Pour les articles homonymes, voir Shilling (homonymie) et Schilling.

Pièce britannique d'un shilling en argent de 1933, à l'effigie de George V.

Le shilling ou schilling est une unité monétaire utilisée dans divers pays.
Le mot shilling est issu du vieil anglais scilling ou scylling et fut utilisé comme traduction du latin solidus. Il procède du germanique commun *skillingaz qui est également à l’origine du vieux norrois skillingr, du vieux haut allemand shilling, d’où l'allemand Schilling qui servait à désigner le schilling autrichien.
L'adaptation française chelin était aussi employée en vieux français canadien et est employée en français de Jersey.

## Unités monétaires actuelles
- Le Kenya : shilling kényan (KES)

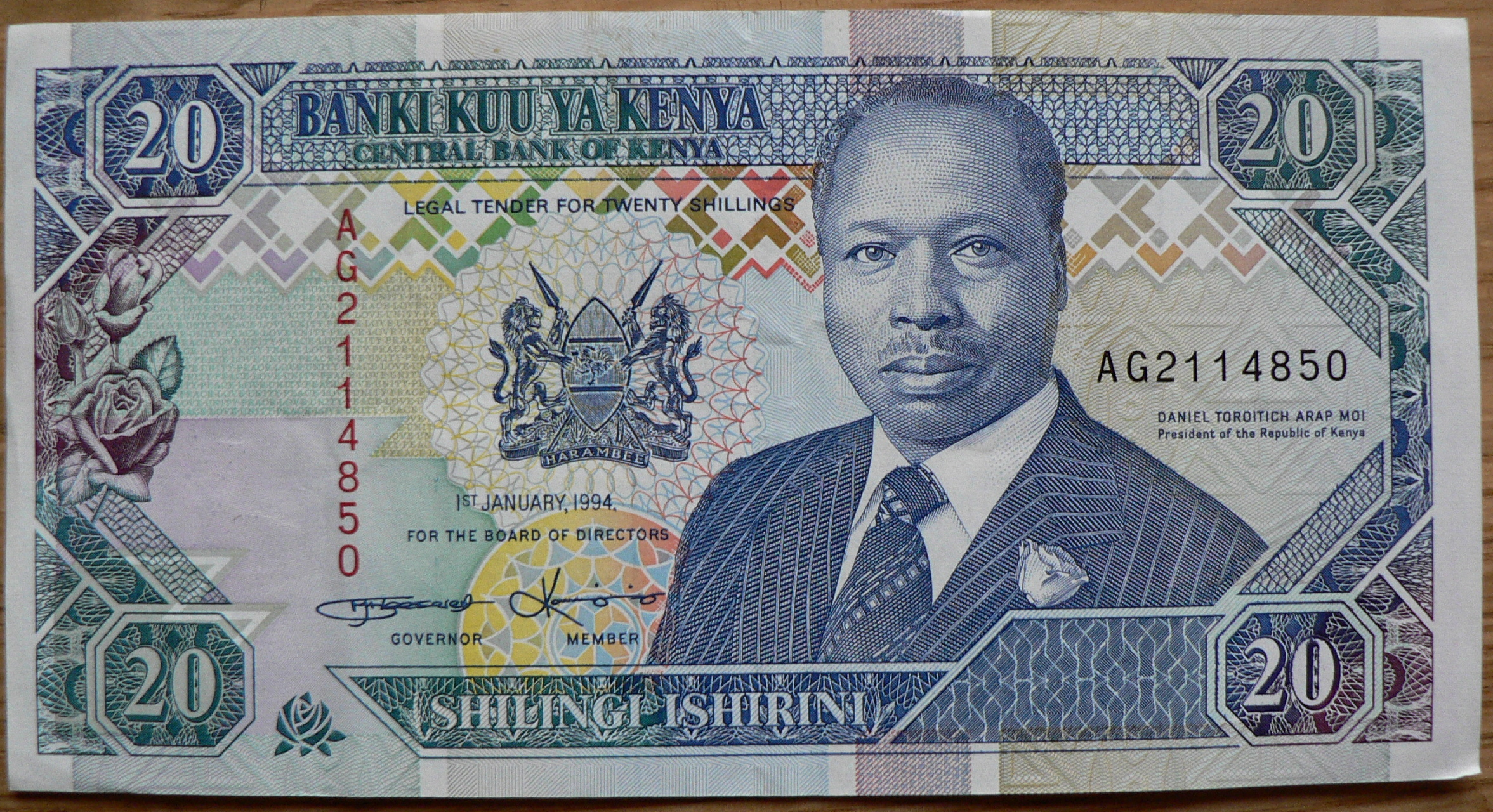
Billet de 20 shillings du Kenya à l'effigie de Daniel arap Moi (année 1994)

- La Tanzanie : shilling tanzanien (TZS)
- L'Ouganda : shilling ougandais (UGX)
- La Somalie : shilling somalien (SOS)

## Unités monétaires disparues

### Le shilling britannique
Le 15 février 1971, le Royaume-Uni a adopté le système décimal. La livre sterling (code ISO : GBP ; symbole : £) est actuellement divisée en cent pence mais, avant 1971, elle était divisée en 20 shillings, chaque shilling (noté « / » ou abrégé « s ») étant lui-même divisé en 12 pence (noté « d »). La guinée valait 1 livre et 1 shilling (soit : 21 shillings). Jusqu'en 1971, 2 shillings équivalaient à un florin, soit 1/10e de livre, et 5 shillings équivalaient à une couronne (crown).
En argot, le shilling prend aussi le nom de bob.

### Le schilling autrichien
Le schilling autrichien était la monnaie nationale de l'Autriche avant l'introduction de l'euro : 1 euro = 13,7603 schillings.

### Le schelling néerlandais
La pièce de 6 stuivers (3/10e de florin) est appelée Scheepjesschelling à partir de 1677.

### Le skilling scandinave
Le skilling fut l'équivalent du shilling dans les pays scandinaves entre 1625 et 1855, subdivision du speciedaler.

### Le schilling suisse
Avant l'unification monétaire de 1848 et la naissance du franc suisse en 1850, chaque canton suisse possédait sa propre monnaie. Ainsi, les cantons de Glaris et Zurich utilisaient le schilling (comme subdivision du batz) jusqu'à la première moitié du XIXe siècle.

### Le shilling sud-africain

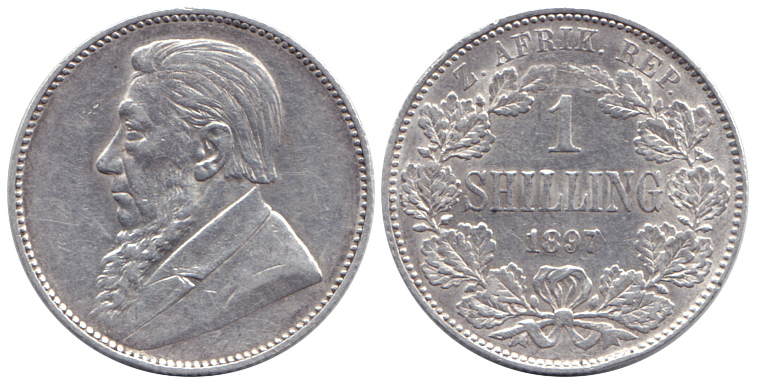
Shilling République sud-africaine du Transvaal 1897.

La République sud-africaine du Transvaal utilisa comme unité de compte le shilling de 1892 à 1902. L'Union d'Afrique du Sud utilisa également le shilling, unité divisionnaire de la livre sud-africaine, jusqu'à son remplacement par le rand en 1961.

## Autres usages

### En brasserie
Le shilling a longtemps servi à la taxation de la bière britannique, notamment en Écosse, où les divers types de bières étaient classés en fonction de leur teneur alcoolique : Light (60 shillings), Heavy (70 s.), Export (80 s.), Wee heavy (90 s.). Cette indication figure encore sur quelques marques de bières.

### En Malaisie
Dans la langue malaise, parlée en Malaisie, le mot syiling, dérivé du shilling, signifie « pièce de monnaie ».